# T-3 (潜水艦)
|           | |
| 艦歴      | |
| 発注      | |
| 起工      | 1917年5月21日                                                                                               |
| 進水      | 1919年5月24日                                                                                               |
| 就役      | 1920年12月7日                                                                                               |
| 退役      | 1927年7月14日                                                                                               |
| その後    | 1931年にスクラップとして廃棄                                                                                |
| 除籍      | 1930年9月19日                                                                                               |
| 性能諸元  | |
| 排水量    | 水上 1,107トン、水中 1,482トン                                                                              |
| 全長      | 268 ft 9 in (81.9 m)                                                                                        |
| 全幅      | 22 ft 10 in (7.0 m)                                                                                         |
| 吃水      | 14 ft 2 in (4.3 m)                                                                                          |
| 機関      | （建造時）NELSECO製6気筒ディーゼルエンジン4基、電動モーター2基 （改修後）MAN社製10気筒ディーゼルエンジン2基 |
| 最大速    | 水上 20ノット (37 km/h) 水中 10.5ノット (19.4 km/h)                                                         |
| 航続距離: | 3,000カイリ（14ノット時） （26 km/h 時に 5,550 km）                                                         |
| 試験深度: | 150ft (46m)                                                                                                 |
| 乗員      | 士官4名、下士官5名、兵員45名                                                                                |
| 兵装      | 18インチ魚雷発射管4門、 4インチ砲1門                                                                        |

T-3 (USS T-1, SS-61/SF-3) は、アメリカ海軍の潜水艦。AA-1級潜水艦の3番艦。当初の艦名はAA-3 (USS AA-3) であった。

## 艦歴
AA-3は1917年5月21日にマサチューセッツ州クインシーのフォアリバー造船所で起工した。1919年5月24日にリリアン・ターヒューン・ジョーダン夫人によって命名、進水、1920年7月17日に SF-3 （艦隊潜水艦）に艦種変更、1920年9月22日に T-3 と改名され、1920年12月7日にボストン海軍工廠で艦長チャールズ・ミルフォード少佐の指揮下就役した。
水上艦隊のための長距離偵察哨戒を任務としたT級潜水艦の中で、2番目に就役した T-3 は、姉妹艦の T-1 と共に大西洋艦隊第15潜水戦隊に配属された。就役後間もなく T-3 は部隊と共に作戦活動を開始し、1922年の秋まで大西洋艦隊と共に演習に従事した。その頃までにT級潜水艦の設計上の不具合は明確となり、3隻全てが退役することが決定した。T-3 はその中で最初に退役することとなった。1922年の休戦記念日に T-3 はバージニア州ハンプトン・ローズで退役、同地の潜水艦基地で保管された。その後 T-3 はフィラデルフィアに移動した。
しかしながら、T-3 の任務は終了しなかった。T級潜水艦の退役時、ドイツ製のディーゼルエンジンを試験するという考えが海軍内部で話し合われていた。当初 T-1 がこの試験に使用されることとなっていたが、一方でその資金は不十分であった。1925年に予算が認可され、T-3 がモスボールを解かれ改修されることとなった。1925年10月1日に T-3 はフィラデルフィアで再就役する。その後MAN社製のディーゼルエンジン2機が装備された T-3 は21ヶ月にわたって機材局の試験に使用される。1927年の初夏に T-3 は試験を完了し、7月14日にフィラデルフィアで退役する。3年強保管された後、T-3 は1920年9月19日に除籍された。船体は解体され、1930年11月20日にスクラップとして売却された。